# Tamarix palaestina
Tamarix palaestina är en tamariskväxtart som beskrevs av Antonio Bertoloni. Tamarix palaestina ingår i släktet tamarisker, och familjen tamariskväxter. Inga underarter finns listade.